# Premiers Plans

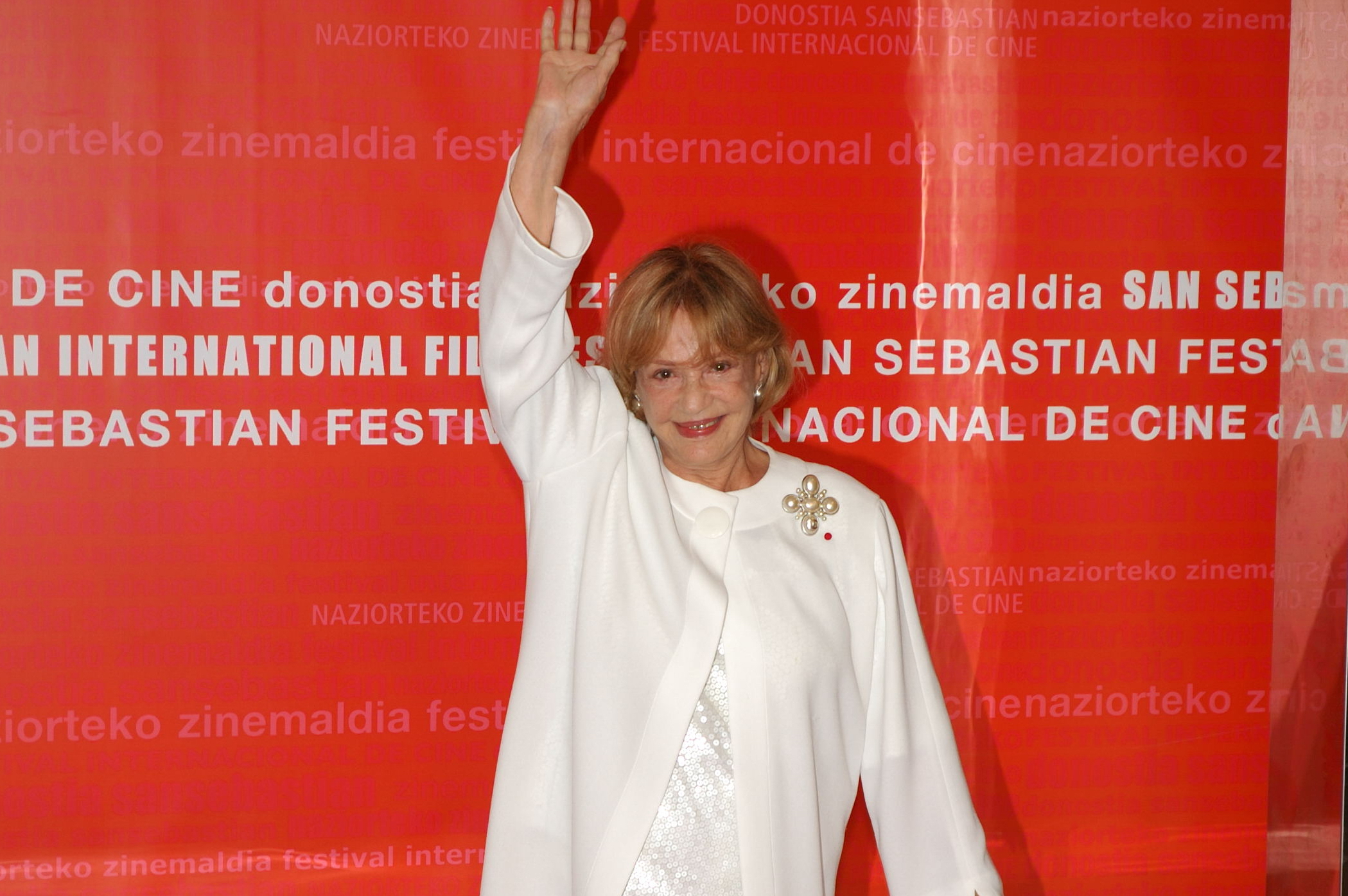
Jeanne Moreau, presidente e madrinha do festival Premiers Plans

O Premiers Plans é um festival de cinema dedicado às primeiras obras cinematográficas europeias. Foi criado em 1989 por Claude-Éric Poiroux, o atual delegado-geral do festival. Desde então, ocorre anualmente no mês de janeiro, na cidade de Angers, França. Em cada edição competem sessenta primeiros filmes europeus.

## Seleção oficial e prémios
A seleção oficial dos filmes em competição é divida em quatro categorias:
- Primeiras longas-metragens europeias
- Primeiras curtas-metragens europeias
- Primeiras curtas-metragens francesas
- Filmes de "Escolas" Europeu

Em cada categoria são concedidos os seguintes prémios:
- Prémio do Júri
- Prémio do Público
- ocasionalmente, um ou mais prémios concedidos por parceiros do festival

Dependendo do ano e dos parceiros, outras categorias (e prémios associados) completam a lista supracitada.